# Cyphura albisecta
Cyphura albisecta är en fjärilsart som beskrevs av Warren. Cyphura albisecta ingår i släktet Cyphura och familjen Uraniidae. Inga underarter finns listade i Catalogue of Life.